# Visual merchandising

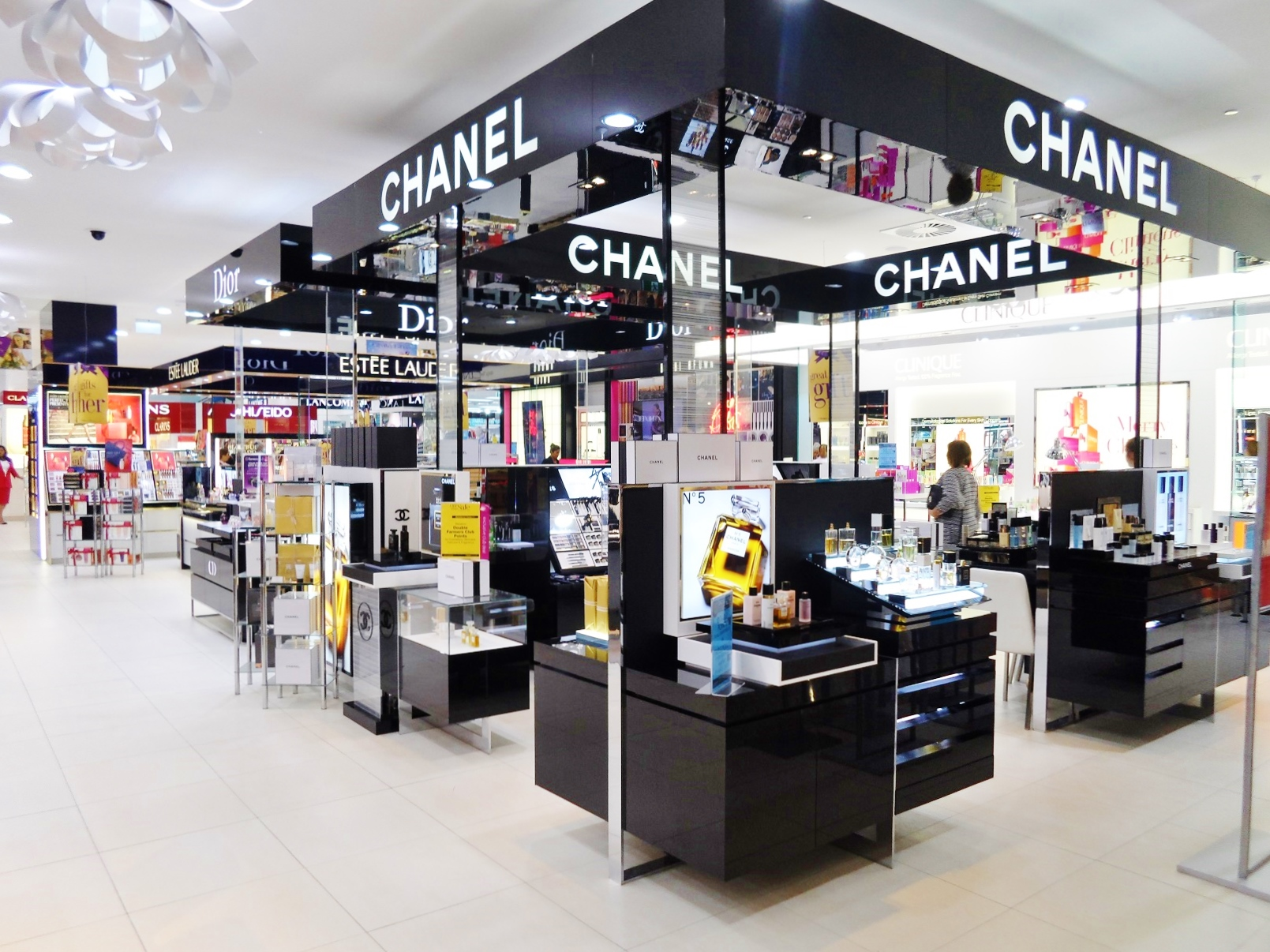
L'esposizione efficace dei cosmetici aiuta a creare un'immagine di lusso.

Il Visual merchandising (italiano: Strategia di commercializzazione basata su stimoli sensoriali) è l'insieme di operazioni che collocano il prodotto all'interno del punto di vendita in sintonia con le scelte del format (o strategia commerciale) e che riguardano il sistema espositivo, l'ambientazione, l'illuminazione, la grafica. La traduzione letterale è visualizzazione della merce, ma indica una serie di operazioni molto più complesse di una semplice esposizione di prodotti: un linguaggio commerciale creativo.
Più in generale, riguardano l'atmosfera prodotta dagli stimoli sensoriali che il prodotto esposto è in grado di indurre nel cliente per attirarne maggiormente l'attenzione e aumentare i volumi di vendita.
Per la creazione di questi stimoli sensoriali, vengono utilizzati i 5 sensi che l'uomo ha a disposizione:
- Vista: è la più importante in quanto giunge per prima al consumatore, tutto deve essere ben visibile con uno sguardo.
- Udito: l'utilizzo di musiche o suoni che rappresentino la filosofia della marca.
- Olfatto: grazie all'utilizzo di fragranze si stimolano i ricordi limbici nel cervello del consumatore.
- Tatto: fondamentale per poter abbattere la barriera tra consumatore e produttore; tutta la merce deve essere "toccabile", dall'abbigliamento al tecnologico.
- Gusto: grazie alla possibilità dell'assaggio si avvicina il prodotto al consumatore.

Importante ricordare che tutti i sensi devono seguire un filo logico, lo stile del marchio. Grazie all'utilizzo delle tecniche di visual merchandising, si passa da una vendita assistita, alla libera vendita. Il visual merchandising è inoltre una tecnica che serve a facilitare la preselezione e l'acquisto da parte del cliente esponendo la merce in una sequenza logica riferita alla priorità di scelta del cliente stesso (per esempio la sequenza di utilizzo).
Il visual merchandising avviene tradizionalmente nei brick and mortar utilizzando una miscela di illuminazione, combinazioni di colori e articoli di arredamento per stimolare un osservatore e generare interesse.

## Storia
Quando i giganteschi stabilimenti di prodotti secchi del XIX secolo come Marshall Field & Co. spostarono la loro attività dalla vendita all'ingrosso alla vendita al dettaglio, l'esposizione visiva delle merci divenne necessaria per attirare i consumatori. Le vetrine dei negozi venivano spesso utilizzate per esporre in modo attraente la merce del negozio.
Nel XX secolo, artisti famosi come Salvador Dalí e Andy Warhol crearono vetrine.
All'inizio del 21º secolo, il visual merchandising stava diventando una scienza. Attualmente, il visual merchandising è diventato uno dei principali strumenti di promozione aziendale, ampiamente utilizzato per attirare clienti e aumentare le vendite.
WindowsWear è una comunità e un database di visual merchandising da tutto il mondo.

## Contributo alla strategia del "retail branding"
Il visual merchandising contribuisce alla personalità di un marchio e alle caratteristiche ad esso associate. Il design del negozio dovrebbe riflettere questo come parte della strategia del retail branding (una strategia in cui i prodotti sono commercializzati in modo univoco per ottimizzare la portata e le vendite in un gruppo di negozi con un nome e un logo univoci). Ciò include l'ambiente del negozio e le brand communications utilizzate (una serie di strategie che permettono all'azienda di comunicare il proprio brand nel modo corretto), come la segnaletica e le immagini visualizzate nel negozio. Questi elementi visivi giocano un ruolo nella costruzione di un retail branding e quindi aiutano il marchio a differenziarsi dai suoi concorrenti, a creare fedeltà ad esso e gli consentono di imporre prezzi più alti sui propri prodotti. Parte della strategia utilizzata nel visual merchandising è la ricerca nel mercato di riferimento del marchio per scoprire quali sono i valori e l'immagine di sé che esso trasmette ai clienti. Queste informazioni possono consentire al rivenditore di pianificare la progettazione di un negozio e la propria pubblicità in modo mirato al fine di soddisfare i propri consumatori.

## Metodologia

### Tecniche
Il visual merchandising supporta le vendite al dettaglio creando un ambiente accattivante e allettante per il cliente che massimizzerà la crescita e il profitto dell'azienda educando il cliente con un posizionamento strategico del prodotto che evidenzia e amplia l'immagine del marchio.
Affinché i rivenditori possano ottenere un vantaggio competitivo sul mercato, il visual merchandising è un fattore importante e un modo efficace per aggiungere valore al proprio marchio. Il visual merchandising comunica con i clienti attraverso elementi che stimolano i loro sensi, come l'illuminazione, la musica, gli aromi e gli schermi televisivi. L'ambiente in cui si trova un consumatore può influenzare le decisioni di acquisto che prende. La ricerca mostra che i negozi che non comunicano bene con i propri clienti, come un negozio al dettaglio che ha un layout scadente, possono far sì che i clienti sostengano costi psichici (un sottoinsieme dei costi sociali che rappresenta specificatamente i costi dovuti allo stress aggiuntivo o alla perdita nella qualità della vita) che possono portarli a essere dissuasi dal fare nuovamente acquisti poiché il piacere generale dello shopping è stato ridotto. L'ambiente fisico è un obiettivo primario nella comunicazione con i clienti nel commercio al dettaglio. Una ricerca di Thaler mostra che i clienti accettano maggiormente un prezzo più alto per un prodotto se esso è venduto in un ambiente piacevole piuttosto che se lo stesso prodotto dovesse essere venduto in un vecchio negozio fatiscente e non curato. I clienti possono creare un pregiudizio importante sulla qualità della merce in base all'ambiente di progettazione del negozio al dettaglio e anche su fattori come le capacità interpersonali dei dipendenti e il modo in cui vengono trattati.
Il visual merchandising aumenta il retail design (una disciplina creativa e commerciale che unisce diverse aree di competenza nella progettazione e costruzione di spazi commerciali). È una delle fasi finali dell'allestimento di un negozio, tutte con lo scopo di fare in modo che i clienti lo trovino attraente.
Molti elementi possono essere utilizzati dai visual merchandiser nella creazione di display (ossia espositori) tra cui colore, illuminazione, spazio, informazioni sul prodotto, input sensoriali (come odore, tatto e suono), nonché tecnologie come display digitali e installazioni interattive.
Il design del negozio consiste principalmente di due tecniche: display interni ed esterni, noti anche come design in-store e window design. L'obiettivo di queste due tecniche è attirare l'attenzione dei consumatori, attirarli nel negozio, trattenerli nel negozio il più a lungo possibile e influenzare le decisioni di acquisto. Uno studio del 2014 ha scoperto che queste due tecniche hanno il maggiore effetto sugli acquisti d’impulso; quindi sono aspetti importanti per il rivenditore. Queste due tecniche possono essere utilizzate per migliorare l'ambiente del negozio, influenzando il comportamento dei consumatori e le decisioni di acquisto. L'in-store design è una tecnica che può essere utilizzata per migliorare l'atmosfera del negozio e l'ambiente generale di esso. Avere un design del negozio visivamente accattivante può simulare la rappresentazione del marchio e attirare i clienti. Un ambiente efficiente e a misura di cliente rende lo shopping più facile per i consumatori, il che incoraggia gli acquisti e, soprattutto, rassicura gli acquisti ripetuti. La tecnica del window design è un metodo di comunicazione con i clienti, che utilizza una combinazione di illuminazione, colori, oggetti di scena, testo e design grafico per esporre le merci, attirare l'attenzione del cliente e sostenere l'immagine del marchio. L'obiettivo generale del window design per il rivenditore è invogliare il cliente ad entrare nel negozio e motivarlo all'acquisto.

#### Espositori interni
Il visual merchandising in negozio può essere utilizzato per catturare l’attenzione dei consumatori mentre sono nel punto vendita, componente essenziale nel processo decisionale di acquisto. Per catturare l'attenzione del cliente, il rivenditore deve considerare le sue esigenze durante questo processo. I fattori che contribuiscono alla progettazione complessiva del negozio includono il layout e il design del negozio, l'esposizione del punto vendita, degli articoli e dell'assortimento e la segnaletica. Se applicati con successo a un negozio, questi fattori possono soddisfare le esigenze del consumatore e fornire un ambiente di acquisto positivo all'interno del negozio.

#### Disposizione del negozio
Il layout di un negozio è un fattore significativo per il mantenimento di un'attività fiorente, che può aiutare a incrementare le vendite e la redditività. Un layout efficace del negozio incoraggia i consumatori a fare acquisti nell'intero negozio e a visualizzare un vasto assortimento di merce. Le forme più comuni di layout del negozio includono il layout a griglia, il layout a pista e il layout in forma libera. La scelta del layout dipende dal tipo di negozio e dalla natura del prodotto venduto. Un layout a griglia è generalmente organizzato in una forma rettangolare, che consente ai clienti di fare acquisti rapidamente e massimizzare lo spazio in negozio, ideale per un supermercato o un negozio di ferramenta. Un layout a pista garantisce che il consumatore segua un solo percorso quando visita il negozio. Ciò è vantaggioso poiché il consumatore entrerà in contatto con ogni prodotto sullo scaffale. Tuttavia, ciò può irritare i clienti. Essi possono sentirsi costretti a seguire un certo percorso e sentirsi frustrati quando tentano di effettuare un acquisto rapido. Il layout in formato libero è adatto per un negozio che incoraggia l'esplorazione di esso. Questo tipo di layout è più rilassante nella sua struttura, il che lascia al cliente un minore senso di fretta. L'ingresso del negozio, altrimenti noto come zona di transizione, è un'area importante del negozio. Il termine "zona di transizione" è stato coniato per la prima volta dall'antropologo del commercio al dettaglio Paco Underhill. Si tratta di un'area in cui passano tutti gli acquirenti quando entrano nel negozio ed è significativa poiché è qui che i consumatori possono osservare gli stimoli e percepire l'atmosfera generale del negozio. Pertanto, i pensieri e le rappresentazioni che un consumatore ha riguardo al negozio e al marchio dipendono da quest'area. Quando i clienti entrano nella zona di transizione hanno bisogno di tempo per adattarsi al nuovo ambiente, compresa l'illuminazione, la temperatura e altre immagini e suoni. Non è consigliabile collocare in quell'area gli articoli con margine di profitto più elevato perché i clienti non se ne accorgono mentre sono preoccupati di adattarsi ai nuovi stimoli ambientali. La progettazione spaziale di un negozio al dettaglio è un aspetto chiave quando si tratta di creare un'esperienza piacevole ed è anche un modo efficace per comunicare con i clienti. Il colore può essere considerato una delle variabili più importanti quando si parla di atmosfera nel commercio al dettaglio. Alcuni colori che possono essere considerati altamente eccitanti possono incoraggiare i clienti a fare acquisti impulsivi. I colori caldi come l’arancione, il rosso e il giallo danno ai consumatori un senso di eccitazione, ma forniscono anche un senso di ansia e creano una distrazione. Gli acquirenti ricreativi che amano il senso di eccitazione potrebbero preferire questi colori poiché provocano quel tipo di sensazione. In generale, le persone preferiscono i colori freddi come il verde e il blu e associano questi colori a un senso di calma e sicurezza. Gli acquirenti più orientati al compito hanno maggiori probabilità di preferire questi colori freddi poiché apportano questo effetto calmante e sono anche meno propensi a distrarli dal compito da svolgere. Il modo in cui sono disposti i mobili e gli scaffali è un elemento tangibile nel design del negozio. Un layout del negozio che tenga maggiormente conto dello spazio può aumentare il piacere del cliente, mentre un negozio pieno di disordine può avere l’effetto opposto. Quando si tratta di un negozio con un layout semplice e arioso, i clienti orientati alle attività trovano questo tipo di layout il più efficace, poiché possono individuare facilmente gli articoli che desiderano senza disordine e inutili ostacoli sulla loro strada. Questi semplici fattori possono incoraggiare i clienti a rimanere più a lungo nel negozio e a spendere di più.

#### Manichini
I manichini vengono utilizzati dai rivenditori di abbigliamento per esporre i loro prodotti in negozio e in vetrina. Sono uno strumento utilizzato per mostrare ai consumatori come appaiono i loro prodotti su una persona. I manichini saranno comunemente stilizzati per adattarsi alle tendenze e mostreranno gli ultimi prodotti disponibili. Uno studio ha rilevato che i rivenditori proiettavano un'immagine ideale ai consumatori con le dimensioni e le proporzioni dei manichini. Questo viene utilizzato per rafforzare ulteriormente le caratteristiche del loro mercato di riferimento. I consumatori davano una risposta favorevole all'uso dei manichini quando essi erano senza testa. Questo perché i partecipanti allo studio trovavano i volti dei manichini irrealistici e non riuscivano a identificarsi con essi. Pertanto, è importante che i rivenditori comprendano i pensieri e le opinioni dei consumatori sugli stimoli visivi come i manichini in modo che possano creare un ambiente di acquisto più desiderabile per i consumatori.

#### Visualizzazione del punto di acquisto

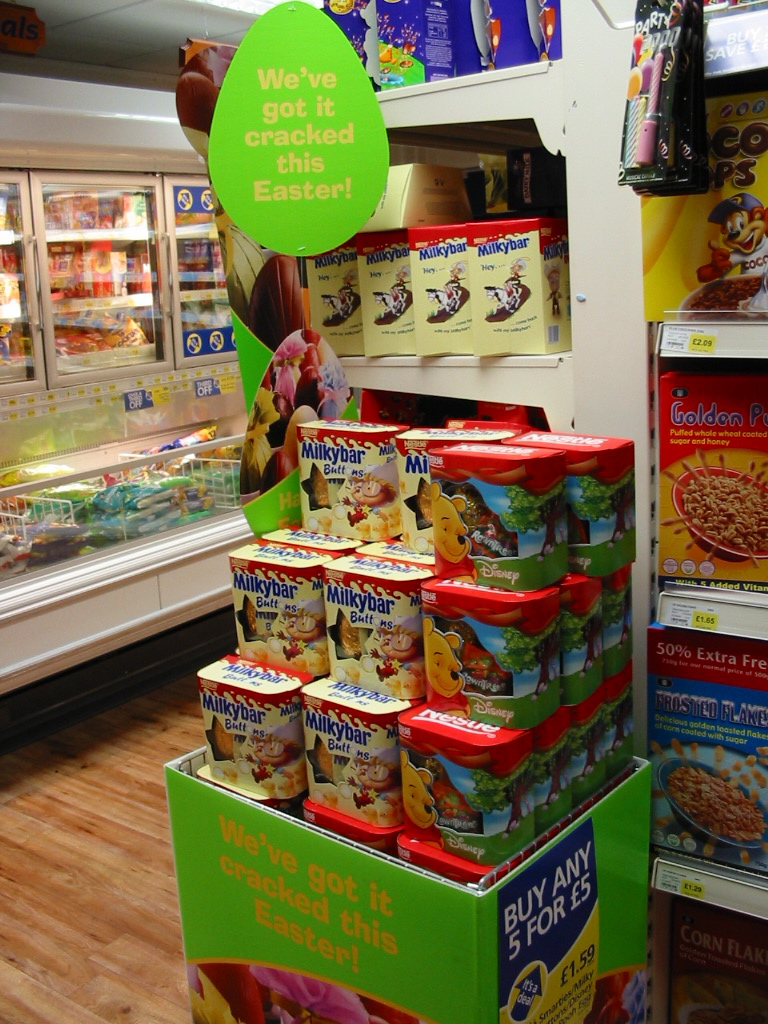
Espositore per punto vendita di prodotti legati alle festività pasquali.

La merce deve essere visibile, di facile accesso e deve esserci una gamma di prodotti tra cui scegliere. Avere merce visibile è essenziale per i rivenditori poiché i consumatori non solo "comprano ciò che vedono" ma sono anche in grado di interagire in modo tangibile con il prodotto fisico. Questo crea una connessione emotiva, che può spingere il cliente ad acquistare il prodotto. Anche il posizionamento fisico del prodotto ne aumenta la visibilità. Anche i prodotti all'altezza degli occhi ricevono maggiore attenzione. "Il livello degli occhi è il livello di acquisto". Considerare questi elementi durante il merchandising dà al cliente un senso di libertà di scelta. "Less is more" è un principio chiave del visual merchandising. Sebbene avere un’ampia varietà di opzioni di stock e prodotti sia importante per i consumatori, è anche importante non sopraffarli. Avere troppe scelte può creare confusione per i consumatori e questo fenomeno viene definito "tirannia della scelta". Organizzare le scorte in modo che non siano sovraffollate e limitare la quantità di merce in negozio sono aspetti importanti del merchandising. I negozi sovraffollati possono creare un senso di stress e ansia, che non incoraggia il consumatore a fare acquisti nell’intero negozio.
Una selezione limitata di prodotti può rendere più semplice la decisione di acquisto. In uno studio condotto in un supermercato di fascia alta in California dagli psicologi Sheena Iyengar e Mark Lepper, c'erano due tabelle di campioni di marmellata, una con 24 gusti e l'altra con 6 gusti. Un numero maggiore di acquirenti è stato attratto dallo stand con la selezione più ampia, il 60%, rispetto al 40% attratto dalla selezione più piccola, ma le vendite che ne sono risultate sono state sorprendenti. Solo il 3% ha acquistato dalla selezione più ampia e il 30% da quella più piccola.

#### Bundling
Il bundling ("raggruppamento") promuove due o più oggetti che funzionano insieme come un set. Ispira le persone su come utilizzare i prodotti nella loro vita e fornisce anche suggerimenti di prodotti complementari, ossia utilizzati in modo congiunto per soddisfare un determinato bisogno. In un negozio di moda, abiti completi su un manichino o il posizionamento di essi accanto a giacche e borse vicino ad altri accessori come sciarpe e gioielli sono un esempio di bundling. Il personale del negozio ha già previsto e immaginato l'aspetto estetico che i clienti possono ottenere utilizzando congiuntamente quei prodotti messi appositamente vicini tra loro. Il bundling indirizza inoltre l'attenzione su prodotti specifici, limitando così la selezione dei prodotti presentati.

#### Atmosfera
Anche l’atmosfera ha una grande influenza sull’ambiente del negozio. I diversi ambienti dovrebbero coordinarsi tra loro per creare un unico ambiente coerente e influenzare positivamente l'esperienza di acquisto del consumatore e il processo decisionale di acquisto. Elementi visivi come la luce e il display non sono sempre sufficienti per migliorare l'atmosfera generale del negozio e mantenere l'attenzione del cliente; pertanto è possibile utilizzare altri elementi come musica e profumi.

#### Luce
La luce può essere utilizzata in molti modi nei negozi al dettaglio, dall'evidenziare un oggetto o un'area di un negozio all'illuminare semplicemente l'intero negozio. La luce intensa può creare un senso di onestà e positività e può promuovere acquisti impulsivi. L'illuminazione può essere utilizzata anche per evidenziare la disposizione del negozio e invogliare i clienti a fluire all'interno del negozio, esponendoli a più merce. Il livello di luminosità nel negozio è un fattore molto importante nel comportamento dei consumatori e nell'ambiente di vendita al dettaglio, poiché le stanze con illuminazione fioca sono meno eccitanti rispetto agli spazi più luminosi. L'illuminazione può influenzare il processo decisionale, il comportamento e anche l'ambiente spaziale generale del cliente poiché l'illuminazione e l'ambiente sono collegati. I clienti sono più stimolati quando l'illuminazione nella stanza è considerata molto intensa e accelera il ritmo con cui essi acquistano i prodotti. Markin ha consigliato che per rallentare il ritmo di acquisto dei clienti, il merchandiser adotti una tecnica di illuminazione più morbida che aumenterà la quantità di tempo che i clienti trascorrono nel negozio. Il risultato di ciò è un possibile aumento della quantità di merce acquistata dal cliente del negozio. Ciò dimostra che i diversi livelli di illuminazione del negozio possono influenzare direttamente la quantità di tempo che i consumatori trascorrono nel negozio.
L'illuminazione all'interno di un negozio al dettaglio può essere utilizzata strategicamente per evidenziare i prodotti esposti o per creare un ambiente confortevole per i consumatori. È un elemento importante utilizzato (insieme alla musica, alla temperatura, alla fragranza e al layout) nella vendita al dettaglio per creare un'atmosfera che corrisponda alla personalità del marchio. L'atmosfera di un negozio al dettaglio è significativa poiché è stato riscontrato che l'umore di un cliente influenzerà il suo comportamento di acquisto. Un rivenditore può utilizzare luci soffuse per creare un'atmosfera calma e pacifica per il cliente o luci brillanti per rappresentare una sensazione divertente e vibrante associata al marchio. L'uso strategico della luce può cambiare l'umore di un consumatore e influenzare il suo subconscio durante l'esperienza di acquisto all'interno di un negozio al dettaglio. Un negozio al dettaglio con un'atmosfera soffusa e luci brillanti che mettono in risalto determinati prodotti guiderà il cliente verso questi prodotti e lo motiverà a effettuare un acquisto.

#### Musica
La musica riprodotta all'interno di un negozio può promuovere l'immagine di un marchio e può anche aiutare i consumatori a prendere decisioni di acquisto. La musica che si adatta allo stile del negozio e al pubblico di destinazione è un fattore importante da considerare. La musica con un ritmo lento può far rilassare il consumatore; pertanto trascorrono più tempo nel negozio. Ciò porta ad un maggiore contatto con la merce e ad un aumento degli acquisti. Avere musica popolare nel mercato di riferimento può anche incoraggiare i consumatori a rimanere più a lungo nel negozio. Ad esempio, un negozio con un target di adolescenti dovrebbe prendere in considerazione la possibilità di riprodurre musica pop, poiché questo è un genere apprezzato comunemente da un pubblico più giovane. Giocare con questo genere renderà la loro esperienza di acquisto più piacevole, il che può portarli a rimanere più a lungo nel negozio, esporli a più merce e influenzare possibili decisioni di acquisto.

#### Profumo
Avere un profumo unico in un negozio può differenziare il marchio dagli altri. Quando i clienti annusano quel profumo fuori dal negozio, questo attiverà i loro sensi e ricorderà loro quel marchio e i suoi prodotti. Gli odori possono anche innescare risposte emotive, ad esempio:
- Lavanda, basilico, cannella e arancia – rilassanti e calmanti, riducono l'ansia
- Mentha piperita, timo, rosmarino, pompelmo, eucalipto – stimolanti, aumentano l'eccitazione, l'intraprendenza e la produttività
- Zenzero, cioccolato, cardamomo, liquirizia – evocano romanticismo
- Vaniglia – tranquillizzante e calmante
- Pepe nero – sessualmente stimolante[16]

Distribuire profumi in tutto il negozio come vaniglia, lavanda, timo, rosmarino, pompelmo ed eucalipto può essere vantaggioso per il rivenditore. Questi profumi calmano, leniscono e confortano, stimolando quindi il consumatore a indugiare nel negozio, portando ad una maggiore consapevolezza della merce e ad un aumento degli acquisti d'impulso.

#### Espositori esterni
Le vetrine esterne possono essere utilizzate per vendere prodotti e attirare i clienti nel negozio. Una vetrina accattivante e innovativa può promuovere l’immagine del marchio e può essere utilizzata per fare pubblicità. Le vetrine possono fornire ai consumatori e ai passanti informazioni su quali prodotti vengono venduti in negozio. Sono anche un modo efficace per promuovere le tendenze della moda e fornire informazioni utili al pubblico target.

##### Visualizzazione della vetrina
Il visual merchandising è uno strumento multisensoriale utilizzato dai rivenditori per catturare l'attenzione dei clienti e attirarli in un negozio per effettuare un acquisto. Il primo elemento di visual merchandising che i clienti incontrano con un marchio è la vetrina. Le vetrine vengono utilizzate per attirare i clienti in un negozio e anche come strumento di marketing per comunicare l'immagine del marchio ai consumatori e per distinguersi dalla concorrenza.
L'importanza della vetrina consiste nel fatto che è un punto di contatto che i consumatori hanno con il marchio. Generando interesse o curiosità con la vetrina, un marchio può lasciare un'impressione nel consumatore ed esso può capire la qualità e il carattere dei prodotti che il marchio ha da offrire. Una vetrina accattivante può creare desiderio di prodotti di quel marchio e quindi aiutare a generare vendite.
Uno studio condotto a Nottingham, in Inghilterra, dalla farmacia e rivenditore di prodotti di bellezza Boots, ha scoperto che i prodotti introdotti in una vetrina aumentano le vendite. Complessivamente è risultato che i negozi che avevano una vetrina hanno avuto un incremento di vendite rispetto a quelli che non l'avevano.
Le vetrine possono comunicare stile, contenuto e prezzo.
Le vetrine vengono spesso utilizzate dai negozi per invogliare i clienti a entrare. I visual merchandiser del negozio allestiranno la vetrina secondo le tendenze della stagione in corso, spesso includendo manichini completamente vestiti e accessori su piedistalli o appesi a speciali attrezzature espositive.
Uno studio di Sen e altri del 2002 ha rilevato che i rivenditori di abbigliamento avranno più successo nell'attirare i propri clienti nel loro negozio concentrandosi sulla comunicazione delle tendenze in corso della moda e sui suggerimenti di stile e garantendo che abbiano un'immagine forte del negozio rappresentata nella vetrina. Lo studio di Sen e altri consisteva in un'analisi approfondita dei vari fattori legati all'esposizione delle vetrine, e i suoi risultati sostengono che lo stile e l'esposizione degli abiti, più ancora dell'atmosfera, giocano un ruolo importante nel comportamento e nell'acquisto dei consumatori.
Le vetrine possono essere utilizzate anche per pubblicizzare i saldi stagionali o informare i passanti di altre promozioni in corso.

##### Colore
Il colore è uno strumento potente nei display esterni. Può favorire la creatività per le vetrine esterne e può avere un effetto unico sul consumatore. L'uso del colore può creare atmosfera, attirare l'attenzione dei passanti e convincerli ad entrare nel negozio. Colori diversi possono innescare risposte emotive diverse. Ad esempio, il blu può innescare una risposta calma, il verde e il marrone possono favorire il riposo, i colori caldi come il rosso, l'arancione e il giallo possono innescare reazioni eccitanti, allegre, amichevoli, vibranti, simulanti, il viola può dare l'impressione di eleganza e raffinatezza, mentre i colori grigi possono emanare una sensazione deprimente e opaca. Anche l'uso di colori associati a un determinato prodotto o alla rappresentazione del marchio è una tecnica utile quando si pianificano le vetrine. Ad esempio, l’utilizzo di colori neutri come il verde e il marrone quando si promuovono prodotti rispettosi dell’ambiente è favorevole, poiché emanano un effetto terroso e rilassante; pertanto, il consumatore percepisce tali prodotti come rispettosi dell'ambiente.
Il colore è uno strumento significativo utilizzato nel visual merchandising. Può essere utilizzato per influenzare il comportamento dei consumatori ed evocare reazioni diverse. Ogni colore può far provare ai consumatori un'emozione diversa e, pertanto, i rivenditori utilizzeranno i colori in modo selettivo per aiutare i consumatori a creare associazioni sui prodotti esposti. Colori luminosi e caldi come il rosso e il giallo possono essere utilizzati per attirare l'attenzione ed emozionare lo spettatore. I colori più freddi, come il blu e il verde, danno una risposta calma e tranquilla allo spettatore, mentre il viola dà una sensazione di raffinatezza ed eleganza. Una miscela di colori per creare uno sfondo contrastante con i prodotti esposti può avere un alto tasso di richiamo da parte dei consumatori. I rivenditori internazionali devono essere saggi nella scelta dei colori utilizzati nel visual merchandising poiché i colori assumono un significato diverso nei diversi paesi. Ad esempio, il rosso è visto come un colore di fortuna e buona sorte in molti paesi asiatici, mentre rappresenta pericolo ed eccitazione nei paesi occidentali. Pertanto, i rivenditori globali non sono in grado di utilizzare un set di colori standard per il loro visual merchandising in tutti i loro negozi nel mondo ma devono utilizzare colori diversi a seconda del significato che essi rappresentano nei vari paesi.

##### Grafica, fotografia e segnaletica
L'uso della grafica e della fotografia nelle vetrine è un modo efficace per comunicare informazioni al consumatore. La forma più comune di comunicazione nelle vetrine è attraverso testo e segnaletica, soprattutto quando si pubblicizzano saldi o offerte speciali. Questa tecnica è comunemente rivolta ai clienti orientati al prezzo che sono costantemente alla ricerca di occasioni. Testo e grafica colorati e in grassetto vengono utilizzati per catturare l'attenzione di questi consumatori. La segnaletica dovrebbe comunicare un messaggio breve e chiaro, coerente con il modello di comunicazione di marketing del marchio. Visivamente, la segnaletica dovrebbe essere attraente alla vista e facile da leggere. Un modo efficace per utilizzare la segnaletica sulle vetrine è usare un ritaglio di vinile autoadesivo. Piccoli cartelli in vetrina possono essere utilizzati anche per comunicare il prezzo di un bene o lo sconto. La fotografia può essere utilizzata in una vetrina per migliorarne l'aspetto o rafforzare le campagne pubblicitarie del marchio.

##### Illuminazione
L'illuminazione è un'altra tecnica che può essere utilizzata per migliorare le vetrine, evidenziare determinati prodotti esposti, dare un'idea della dimensione e creare l'atmosfera. È uno strumento efficace in quanto può essere utilizzato non solo per evidenziare il prodotto durante il giorno, ma anche di notte. La luminosità e i colori dell'illuminazione possono essere regolati per adattarsi all'atmosfera del display. Anche in questo caso, colori diversi innescano emozioni diverse e creano quindi stati d'animo diversi.

##### Esposizioni stagionali
Adattare l'esposizione delle vetrine in base agli eventi stagionali, alle date del calendario e alle festività basate sul consumismo come Natale, San Valentino e la festa del papà può essere un approccio utile per incoraggiare l'acquisto dei consumatori. Scegliere i prodotti adatti alla stagione da esporre in vetrina può ricordare ai consumatori di acquistare regali e fornire idee regalo per quella particolare festività.

##### Tendenze della moda
Le vetrine possono essere utilizzate per impostare le tendenze. Pertanto i progettisti delle vetrine devono essere sempre un passo avanti rispetto alle tendenze e prevedere i futuri movimenti della moda. La merce deve essere in grado di indirizzare queste tendenze al pubblico di destinazione e comunicarle in un modo tale che esso sia in grado di comprendere e possa essere attratto. L'abbigliamento deve essere abbinato ai manichini in modo appropriato con abiti popolari e in linea con il trend del momento per attirare l'attenzione del consumatore sul negozio.

### Planogramma
Una mappa del piano aiuta i visual merchandiser a trovare il posto migliore per i capi, in base alle storie di colori degli abiti e delle calzature nel negozio. È una specie di planimetria con la merce contrassegnata. Un altro strumento prezioso è un planogramma, per determinare l'aspetto visivo del flusso del negozio.

## Forme di visual merchandising

### Display POS
Un display POS (point-of-sale display) è una forma specializzata di promozione delle vendite che si trova vicino, sopra o accanto a una cassa (il "punto vendita"). Hanno lo scopo di attirare l'attenzione dei clienti sui prodotti, che possono essere nuovi prodotti o in offerta speciale, e vengono utilizzati anche per promuovere eventi speciali, ad esempio saldi stagionali o festivi. Gli espositori POS possono includere unità espositive autoportanti (FSDU), scaffali, confezioni, cartoncini, standees (termine americano per indicare un grande display autoportante che promuove un film, un prodotto, un evento o una pubblicità in un punto vendita, spesso sotto forma di una figura ritagliata a grandezza naturale), cartelli sospesi, espositori da banco (CDU), pacchetti espositivi, endcaps (espositori per un prodotto posizionato alla fine di un corridoio), mobiles (ossia sculture cinetiche appese al soffitto utilizzate per promuovere prodotti), poster e striscioni.
POS può anche riferirsi a sistemi utilizzati per registrare le transazioni tra il cliente e il commercio.

#### Unità espositive autoportanti (FSDU - Free Standing Display Units)

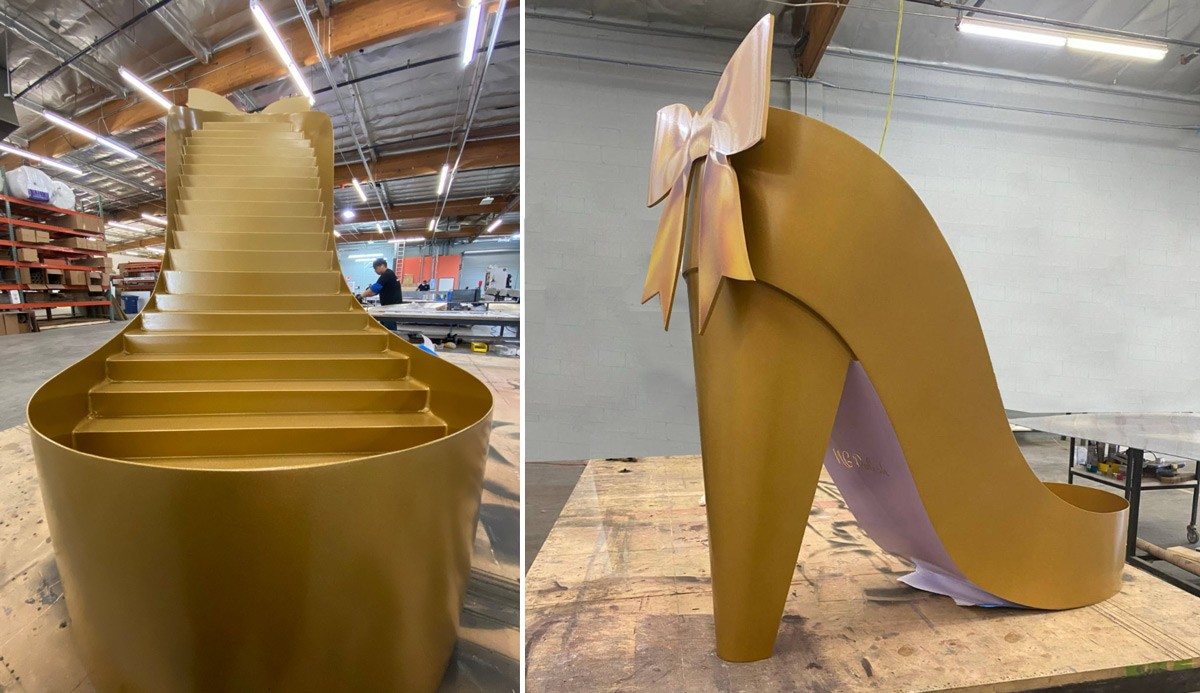
Espositore autoportante a forma di scarpa.

Gli espositori autoportanti sono progettati per attirare l'attenzione dei clienti e promuovere prodotti o messaggi chiave al dettaglio. Sono spesso posizionati strategicamente all'interno del customer journey e utilizzano colori e grafica vivaci per distinguersi visivamente e incoraggiare gli acquirenti ad acquistare. Alcuni rivenditori sono stati criticati per aver utilizzato le FSDU vicino alle casse per promuovere snack zuccherati.

### Merchandising alimentare
Ristoranti, negozi di alimentari, minimarket, ecc. utilizzano il visual merchandising come strumento per differenziarsi in un mercato saturo.